# بطری بازی (فیلم ۲۰۰۰)
«بطری بازی» (انگلیسی: Spin the Bottle (2000 film)) فیلمی در ژانر کمدی-درام است که در سال ۲۰۰۰ منتشر شد.